# مانع محمد
مانع محمد (مواليد 19 يونيو 1989، لاعب كرة قدم إماراتي يجيد اللعب في الظهير الأيمن .

## مسيرة اللاعب
لعب سابقاً مع نادي الفجيرة و إنتقل إلى الشباب عام 2012 .

### نادي شباب الأهلي دبي
كان يلعب مع نادي الشباب و بعد دمج أندية الأهلي و نادي الشباب ونادي دبي تحت مسمى نادي شباب الأهلي تم ضمه إلى نادي شباب الأهلي .

### نادي الوحدة
وقع مع نادي الوحدة في صيف 2020 و فسخ عقده بعد شهرين .

## روابط خارجية
- مانع محمد على موقع Soccerway.com (الإنجليزية)